# Wilsberg: 90-60-90
90-60-90 ist die 44. Folge der Fernsehfilmreihe Wilsberg. Der Film basiert auf der Wilsberg-Figur von Jürgen Kehrer. Die Erstausstrahlung erfolgte am 17. Dezember 2014 im ZDFneo, seine Vorpremiere in Münster hatte der Film am 8. Dezember 2014. Regie führte Dominic Müller, das Drehbuch schrieb Stefan Rogall.

## Handlung
Top-Model Sonja Conrad, die einmal einer von Ekki betreuten Jugendgruppe angehörte und anlässlich einer Modenschau wieder in Münster ist, fühlt sich von einem Stalker verfolgt und vertraut sich Wilsberg an. Als kurz darauf Sonjas Assistent erschossen aufgefunden wird, scheint die Sache ernster zu sein als zunächst angenommen. Sonjas Mutter Britta berichtet von anonymen Morddrohungen, die sie vor ihrer Tochter geheim gehalten habe. Sie verdächtigt den Fotografen Rolf Blank, der bereits mit Sonja eine Affäre hatte, dies jedoch abstreitet. Obwohl auch Wilsbergs Nachforschungen gegen Blanks Mitschuld sprechen, gibt Britta Conrad ihre Anschuldigungen an die Presse weiter, die sich daraufhin sensationshungrig auf Blank und seine Frau stürzt.
Sonja Conrad ist aus dem Hotel, wo sie sich nicht sicher fühlt, zu Wilsberg gezogen. Sie erzählt ihm und Ekki, dass sie nur von ihrer ehrgeizigen Mutter zu ihrem Modeldasein getrieben wird und selbst nur zu gern damit aufhören würde, zumal sie weit weniger talentiert ist, als es in den Medien verbreitet wird. Wilsberg findet heraus, dass die Conrads vor dem Ruin stehen und dringend Einnahmen benötigen, und hält es für möglich, dass Sonjas Mutter die Stalkergeschichte bewusst arrangiert hat, um die Medienpräsenz ihrer Tochter zu steigern. Rolf Blank hält schließlich den Druck nicht länger aus und erhängt sich. Seine Frau Nele, die als Taxifahrerin arbeitet, gibt Sonja Conrad die Schuld daran – sie habe ihren Mann verführt und ausgenutzt.
Im Präsidium stellt sich bezüglich einer vor Tagen gefundenen Wasserleiche zufällig bei einem DNA-Vergleich heraus, dass es sich um Sonjas Vater handelt, der seit Monaten spurlos verschwunden ist. Die Waffe, mit der er erschossen wurde, ist dieselbe, durch die auch Sonjas Assistent ums Leben kam. Als diese Pistole bei Sonjas Mutter gefunden wird, nimmt Anna Springer sie fest. Britta Conrad gibt zu, ihren Exmann erschossen zu haben, weil er ständig Geld forderte und drohte, Sonja etwas anzutun. Der Assistent hatte ihr Vertrauen missbraucht und einen Vertrag, der für Sonja vorgesehen war, für sich genutzt.
Als Sonja aus all dem Durcheinander ausbrechen will, gerät sie zufällig in das Taxi, das von Nele Blank gefahren wird. Diese brüllt Sonja ihre Wut ins Gesicht und fährt dann absichtlich mit hoher Geschwindigkeit gegen einen Baum, wobei Sonja jedoch nur leicht verletzt wird.

## Hintergrund
90-60-90 erschien zusammen mit der Folge Das Geld der Anderen von Polarfilm auf DVD.
Bei dem Song am Ende der Episode handelt es sich um Try der US-amerikanischen Sängerin Pink aus dem Jahr 2012.
Der Running Gag „Bielefeld“ verweist in dieser Folge auf den möglichen nächsten Ausstellungsort von Modedesigner Felix (Minute 61). Ein weiterer Running Gag ist das „Zimmermädchen Nasrin“. Diese taucht mehrfach in Hotelszenen auf und macht die Protagonisten auf Illegalität („Nix, illegal!“) aufmerksam. Ferner bietet sie bei einigen Fauxpas ihre Handtücher an („Noch mehr Handtücher?“).

## Kritik
Tilmann P. Gangloff meinte bei tittelbach.tv anerkennend: „Das Ensemble ist gut wie immer, die Gastrollen glaubwürdig & treffend besetzt, die Inszenierung sorgt dank Bildgestaltung und Musik für angemessene Thriller-Atmosphäre. Gelegentlich gewähren Regisseur Dominic Müller und Drehbuchautor Stefan Rogall etwas humorvolle Entspannung, aber unterm Strich ist ‚90 - 60 - 90‘ deutlich mehr Krimi als Komödie.“
Focus.de meinte dagegen: „Der neue Fall von Privatdetektiv Wilsberg und Steuerprüfer Ekki ist kein Genuss für den Zuschauer. Die Handlung wirkt aufgesetzt.“ Es gebe „zu viele Ermittlungsschritte“, die oft „aus heiterem Himmel“ kommen. Einziger Lichtblick in der „nur mäßig spannende[n] ‚Wilsberg‘-Folge“ sei „der Gastauftritt von Max Giermann“.
Die Kritiker von TV Spielfilm beurteilte den Krimi ebenfalls als mittelmäßig und kommentierte mit „Ganz launig, aber der Fall ist klischeehaft und durchsichtig. Nur was für harte Fans.“